# Startear
「Startear」（スター・ティアー）は、春奈るなの楽曲。春奈るなが作詞、Sakuが作詞・作曲を手掛けた。春奈の6枚目のシングルとして2014年8月20日にSME Recordsから発売された。

## 音楽性
本曲は、テレビアニメ『ソードアート・オンラインII』のファントム・バレット編エンディングテーマに起用された。タイトルは「Star」、「Start」、「tear」を掛け合わせたうえでシノンを主人公とした物語をタイトル内に込めたという。
テレビアニメ第1作のエンディングテーマ「Overfly」がリーファの恋愛面での葛藤が描かれていたことから、今作は同楽曲と対比させるためファントム・バレット編のヒロインであるシノンに感情移入した上でメロディを似せて書かれたという。
当初は「銃」が歌詞の候補に入っていたが、『SAO』未読・未視聴者に配慮し『SAOII』のキャラクターの心情を基に日常の悩みを歌った歌詞に仕上げたという。春奈曰く「世界観がはっきりしている」ためシノンに感情移入することで力強いフレーズを表現したという。
PVは、GGO内でのシノンと現実世界での詩乃を表現するため、悩みを抱えた春奈と彼女自身の願望を象徴する春奈が登場する内容になっており、途中には春奈が洋服を着た状態で浴室に入っているシーンが盛り込まれている。
アニメ版のエンディングでは、現在の（高校生の）朝田詩乃、小学5年生の（母たちを守るために郵便局強盗を射殺した時の）朝田詩乃、詩乃のVRMMO「ガンゲイルオンライン」のアバターであるシノンの3人（厳密には同一人物）のみの登場であり、「エンディングに1人しか登場しないアニメ作品」という異例のものとなった。なお、「Overfly」でも、ほとんどが桐ヶ谷直葉だが、家族の様子で、母や和人も描かれた静止画が入っており、「過去像」や「アバター」とはいえ、「1人のみ」というものはあまり例がない。

## シングルリリース
2014年8月20日にSME Recordsから発売された。春奈のシングルとしては前作「snowdrop」から8か月ぶりのリリースとなる。
販売形態は初回生産限定盤（SECL-1557/8）・通常盤（SECL-1559）・期間生産限定盤（SECL-1560/1）の3種リリース。初回限定盤には本曲のPV、メイキング、2014年3月5日から3月9日までニュージャージーとニューヨークで開催された「AnimeNEXT 2014」、『リスアニ!TV』で放送された「春奈るな×藍井エイル特集/巨大迷路編」のるなバージョンを収録したDVDが同梱されている。一方期間限定盤には『ソードアート・オンラインII』のノンクレジットエンディング映像を収録したDVDが同梱されている。ちなみに初回限定盤と通常盤のジャケットは春奈の背後に星が写りこんでおり、期間限定盤のジャケットには同アニメのヒロインであるシノンが描かれている。
2曲目「夏の恋予報」は、春奈曰く「みんなで盛り上がれる」キャッチーな曲。レコーディングでは春奈がプレイしている『ボーイフレンド（仮）』の周圭斗との関係をイメージして歌ったという。
3曲目「ラムネセカイ」は、「アイヲウタエ」のカップリングである「打ち上げ花火」に通じる夏をイメージした妄想ソング。レコーディングではスタッフからかわいく歌うよう指示されたという。

## シングル収録内容

### 初回生産限定盤・通常盤
| #         | タイトル                   | 作詞           | 作曲      | 編曲      | 時間  |
| --------- | -------------------------- | -------------- | --------- | --------- | ----- |
| 1.        | 「Startear」               | 春奈るな、Saku | Saku      | Saku      | 5:02  |
| 2.        | 「夏の恋予報」             | 時森和之       | 時森和之  | 安永龍平  | 4:21  |
| 3.        | 「ラムネセカイ」           | 大橋莉子       | 大橋莉子  | 鈴木裕明  | 4:04  |
| 4.        | 「Startear」(Instrumental) |                |           |           | 4:58  |
| 合計時間: | 合計時間:                  | 合計時間:      | 合計時間: | 合計時間: | 18:25 |

| #  | タイトル                                                                    | 作詞 | 作曲・編曲 | 時間 |
| -- | --------------------------------------------------------------------------- | ---- | ---------- | ---- |
| 1. | 「Startear」(Music Video)                                                   |      |            | 5:09 |
| 2. | 「Startear」(Music Video Making Movie)                                      |      |            | 4:25 |
| 3. | 「Document of AnimeNEXT 2014 in New Jersey & New York, USA(2014.3.5〜3.9)」 |      |            | 9:57 |
| 4. | 「リスアニ! TV」(春奈るな×藍井エイル特集/巨大迷路編 -Luna ver.-)            |      |            | 7:28 |

### 期間生産限定盤
| #         | タイトル                   | 作詞  | 作曲・編曲 | 時間 |
| --------- | -------------------------- | ----- | ---------- | ---- |
| 1.        | 「Startear」               |       |            | 5:02 |
| 2.        | 「夏の恋予報」             |       |            | 4:21 |
| 3.        | 「ラムネセカイ」           |       |            | 4:04 |
| 4.        | 「Startear」(TV size ver.) |       |            | 1:29 |
| 合計時間: | 合計時間:                  | 14:56 |            |      |

| #  | タイトル                                                                 | 作詞 | 作曲・編曲 | 時間 |
| -- | ------------------------------------------------------------------------ | ---- | ---------- | ---- |
| 1. | 「TVアニメ『ソードアート・オンラインII』ノンクレジットエンディング映像」 |      |            | 1:32 |

## チャート
| チャート（2014年）                               | 最高位 |
| ------------------------------------------------ | ------ |
| オリコン                                         | 13     |
| Billboard Japan Hot 100                          | 9      |
| Billboard Japan Hot Animation                    | 3      |
| Billboard Japan Hot Singles Sales                | 11     |
| サウンドスキャンジャパン（期間生産限定アニメ盤） | 9      |
| mora 総合/邦楽/ハイレゾ/アニメ                   | 2      |
| iTunes 総合・ソング                              | 4      |
| iTunes アニメ・ソング                            | 2      |